# Суккозеро (станция)
Су́кко́зеро (фин. Sukkajärvi) — промежуточная железнодорожная станция Октябрьской железной дороги на 139,4 км перегона Руголамби — Брусничная Западно-Карельской магистрали.

## Общие сведения
Станция территориально расположена в одноимённом посёлке Муезерского района Карелии. Сдана в эксплуатацию 1 ноября 1960 года в составе первой очереди Западно-Карельской магистрали.
В середине 2010-х годов на станции был выложен тротуарной плиткой новый перрон и установлен пассажирский павильон. Функционирует пост ЭЦ, обеспечивая автоблокировку на линии.
На станции есть пункт подмены локомотивных бригад, филиал ТЧЭ-30 Суоярви (от ТЧ Суоярви), дистанция пути.

## Пассажирское движение
По состоянию на 2023 год по станции проходят пассажирские поезда дальнего следования: № 680 сообщением Петрозаводск — Костомукша — Петрозаводск (2 раза в неделю) и № 350 сообщением Санкт-Петербург — Костомукша — Санкт-Петербург (2 раза в неделю). По выходным и праздничным дням курсирует рельсовый автобус «Воттоваара экспресс» сообщением Сортавала-Суккозеро-Сортавала.
Курсирует пригородный поезд сообщением Суккозеро — Лендеры — Суккозеро, выполняющий 2 рейса по четвергам и по одному рейсу во вторник и в субботу. По понедельникам и средам через станцию со сменой направления движения курсирует пригородный поезд Костомукша — Суккозеро — Лендеры. С начала 2010-х годов существует угроза отмены вагона Суккозеро — Лендеры вследствие убыточности перевозок. Более того, поезд отменялся с 1 сентября 2014 года по 1 октября 2014 года.
| Сезонное обращение поездов                         |
| -------------------------------------------------- |
| Костомукша — Петрозаводск № 680А                   |
| Петрозаводск — Костомукша № 680Ч                   |
| Костомукша — Анапа № 680А (Бесперес. вагон)        |
| Анапа — Костомукша № 293С (Бесперес. вагон)        |
| Суккозеро — Сортавала «Воттоваара экспресс» № 935У |
| Сортавала — Суккозеро «Воттоваара экспресс» № 935Ч |

| Круглогодичное обращение поездов                    |
| --------------------------------------------------- |
| Костомукша — Санкт-Петербург № 350В                 |
| Санкт — Петербург-Костомукша № 350А                 |
| Костомукша — Петрозаводск № 350В (Бесперес. вагоны) |
| Петрозаводск — Костомукша № 682А (Бесперес. вагоны) |

| Пригородное обращение по станции |
| -------------------------------- |
| Костомукша — Лендеры № 6674/6673 |
| Лендеры — Костомукша № 6671/6672 |
| Суккозеро — Лендеры № 6656       |
| Лендеры — Суккозеро № 6657       |
| Суккозеро — Лендеры № 6658       |
| Лендеры — Суккозеро № 6659       |

## Галерея
- Станция Суккозеро
- Пост ЭЦ.
- Табличка.
- Пассажирская платформа.
- Вагон до ст. Лендеры.